# Ogrodniki (sielsowiet Kwasówka)
Ogrodniki (biał. Агароднікі) – wieś na Białorusi, położona w obwodzie grodzieńskim w rejonie grodzieńskim w sielsowiecie kwasowskim.
Dawniej wieś w powiecie grodzieńskim, województwa trockiego Rzeczypospolitej Obojga Narodów.
W czasach zaborów w granicach Imperium Rosyjskiego, w guberni grodzieńskiej, w powiecie grodzieńskim.
W latach 1921–1939 wieś leżała w Polsce, w województwie białostockim, w powiecie grodzieńskim, w gminie Łasza.
Według Powszechnego Spisu Ludności z 1921 roku zamieszkiwało 119 osób, 52 było wyznania rzymskokatolickiego, a 67 prawosławnego. Jednocześnie wszyscy mieszkańcy zadeklarowało polską przynależność narodową. Były tu 22 budynki mieszkalne.
Miejscowość należała do parafii prawosławnej w Indurze i rzymskokatolickiej w Kwasówce. Podlegała pod Sąd Grodzki w Indurze i Okręgowy w Grodnie; właściwy urząd pocztowy mieścił się w Kwasówce.
W wyniku napaści ZSRR na Polskę we wrześniu 1939 miejscowość znalazła się pod okupacją sowiecką. 2 listopada została włączona do Białoruskiej SRR. 4 grudnia 1939 włączona do nowo utworzonego obwodu białostockiego. Od czerwca 1941 roku pod okupacją niemiecką. 22 lipca 1941 r. włączona w skład okręgu białostockiego III Rzeszy. W 1944 miejscowość została ponownie zajęta przez wojska sowieckie i włączona do obwodu grodzieńskiego Białoruskiej SRR.